# Burmagomphus intinctus
Burmagomphus intinctus är en trollsländeart som först beskrevs av James George Needham 1930.  Burmagomphus intinctus ingår i släktet Burmagomphus och familjen flodtrollsländor. IUCN kategoriserar arten globalt som livskraftig. Inga underarter finns listade i Catalogue of Life.